# Bolvangar
Bolvangar er et fiktivt forskningscenter i Philip Pullmans trilogi Det gyldne kompas. Det er her hvor "Disciplinærkommissionen" og Magisterium udfører deres eksperimenter med børn og deres daimoner.